# Świeca dymna DM-11

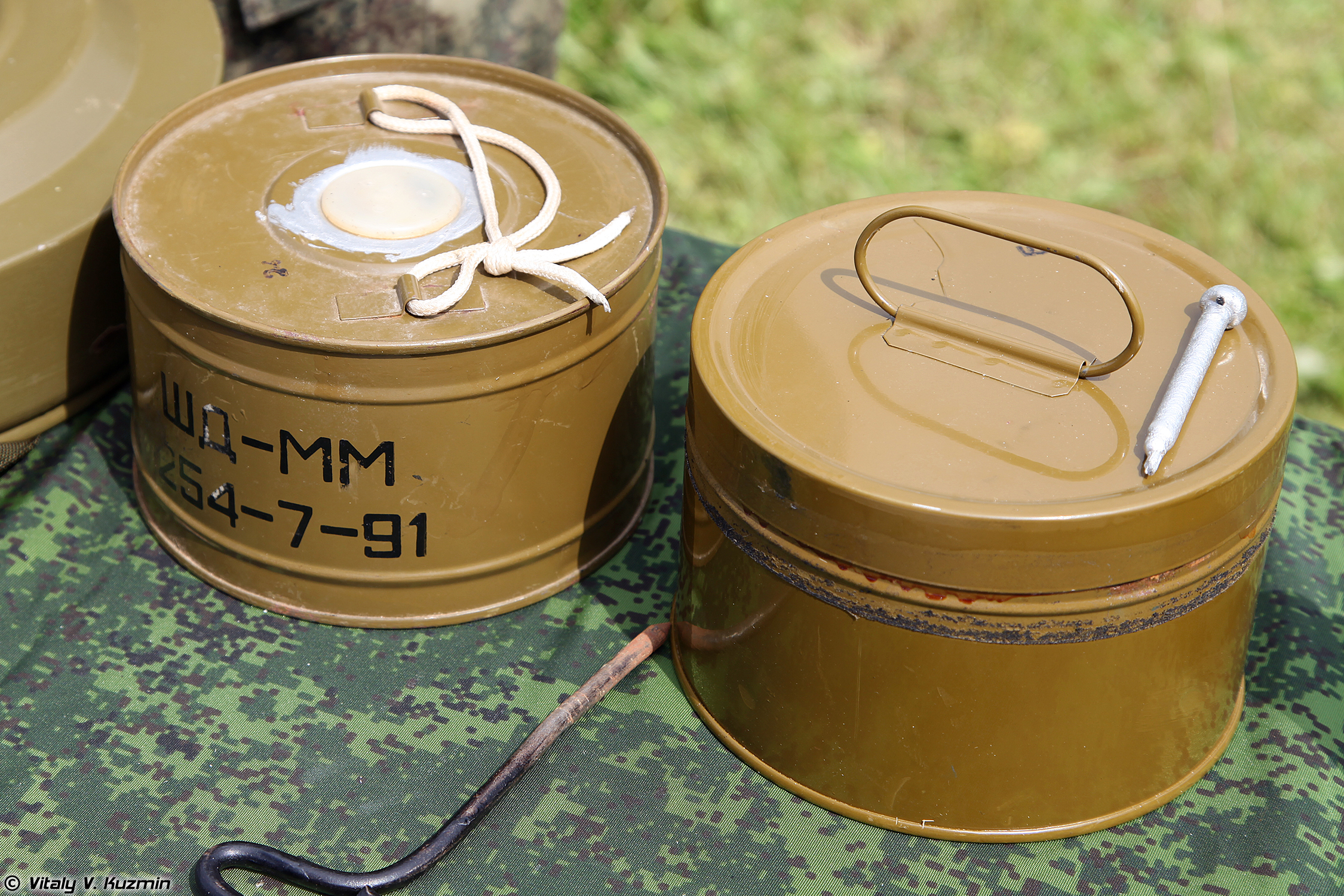
DM-11

Świeca dymna DM-11 – rodzaj świecy dymnej produkcji polskiej będącej na wyposażeniu ludowego Wojska Polskiego.

## Charakterystyka świecy
Świece dymne DM-11 przeznaczone są do stawiania zasłon dymnych przez wszystkie rodzaje wojsk, w tym również długotrwałych i na szerokim froncie. Mogą być również użyte do wzmocnienia zasłon dymnych stawianych za pomocą innych, bardziej wydajnych środków zadymiania. W wyposażeniu wojsk znajdują się świece dymu białego i czarnego. Te ostatnie służą do pozorowania pożarów większych obiektów.
Produkowane były od 1954 na licencji radzieckiej przez Zakłady Materiałów Wybuchowych w Krywałdzie. Ich budowa i dane taktyczno-techniczne w zasadzie nie różniły się od importowanych wcześniej z ZSRR odpowiedników. Wykorzystywano je do stawiania zasłon dymnych na szerokim froncie. Wytworzona zasłona dymna miała długość do 100 metrów i szerokość rzędu 10-15 metrów. Świecę zapalano przy użyciu zapalnika tarciowego. 
Skład
- metalowy cylinder z pokrywką[3]
- diafragma
- mieszanka dymotwórcza
  - antracen
  - chlorek amonowy
- chloran potasu
- zapłonnik tarciowy.

Dane taktyczno-techniczne
- masa – 1,8 do 2 kg,
- czas rozpalania świecy – 30 sekund,
- czas intensywnego dymienia – 5 do 7 minut,
- długość zasłony dymnej – około 100 metrów,
- szerokość zasłony dymnej – 10 do 15 m.